# 14146 Hughmaclean
14146 Hughmaclean eller 1998 SP42 är en asteroid i huvudbältet som upptäcktes den 28 september 1998 av Spacewatch vid Kitt Peak-observatoriet. Den är uppkallad efter amatörastronomen Hugh Noel Alexander Maclean.
Asteroiden har en diameter på ungefär 3 kilometer.